# 耶和華
| 希伯来字母 | ה  | ו   | ה  | י   |
| 字母名称   | He | Vav | He | Yod |

耶和華的希伯來文（從右向左讀）

耶和華（又作 或 ），對希伯來聖經中的希伯來語：，或是四字神名（希伯來語：יהוה，YHWH，YHVH）加上母音，進行拉丁化而产生的一个专有名词。原是猶太教尊奉的神名，也是基督教的神，可譯作雅威、亞威、亞呼威或上主。
希伯来四字圣名按照猶太教的傳統尊為至聖，隨便讀寫這個字成為忌諱。希伯來聖經在公元前二世紀翻譯為希臘文的“七十士譯本”，將這個字翻譯成「上主」、“主”（希臘語：κύριος，音kurios），許多聖經譯本延續猶太的傳統用「上主」、“主”來翻譯這個字。因此這個神名的正確發音很早就失傳了，耶和華這個發音在歐洲中古世紀後盛行，但許多現代學者相信其正確發音應該接近於雅威或亞威或亞呼威（Yahweh，Yahuweh，Yahuveh）。

## 發音
這個名字的原本發音不是很確定。因為直到公元五世紀以前的古希伯來文抄本沒有加上母音字母，只寫出四個子音，稱為四字神名（希伯來語：或，YHVW）。這個字只有祭司於赎罪节時，在耶路撒冷的聖殿至圣所裡面祷告祈求赎罪，才能直接讀出這個字的發音。平時的猶太人在說話中用“主”或「上主」（希伯來語：אֲדֹנָי，音阿多乃）來代替。在書寫中也極為謹慎，常常在字母間加上“-”或者改動字母。公元70年聖殿被毀，猶太祭司傳統中斷。於是這個字的正確讀法就漸漸失傳。
「耶和華」這個譯名的興起可以追溯至中世紀晚期的猶太—基督教學術傳統。馬所拉文本（Masoretic Text）於公元6至10世紀由猶太學者編纂，他們在四字神名 YHWH 上添加了元音符號，以提醒讀者誦讀「阿多奈」（Adonai，意為「主」、「上主」）或「伊洛欣」（Elohim，意為「神」、「上帝」、「天主」）來取代直接發音。因此，「יְהֹוָה」與「יֱהֹוִה」在文本中出現，但其目的是為了輔助誦讀，不是用來標示YHWH的真實發音。。13世紀的基督教學者將「YHWH」的四個輔音與「阿多奈」的元音結合，創造出拉丁化的拼寫「Jehovah」。這種做法在雷蒙·馬丁（Raymundus Martini）編纂的拉丁文著作《Pugio Fidei》（1270年）中首次出現。隨著宗教改革的推進，新教學者強調聖經的字面解讀，試圖還原「神的真名」，「Jehovah」這一譯名因而在十六世紀的《欽定版聖經》（King James Version）中被採用，並迅速在新教圈內流行。這一譯名受到那些重視字面解釋並希望恢復神原名的新教教派的青睞，成為許多英語譯本中對YHWH的常見翻譯。隨著時間的推移，「耶和華」在英語世界中廣為人知，特別是在強調聖經權威和原意的新教傳統中。
近代聖經學者为尋找神的名字的正确發音，通过对照古代希腊文的旧约譯本（希腊文有標示原音），以及当代一些非猶太人对該詞讀音的描述，認為發音為"YaHWeH"，可能是較正確的。中文譯為雅威或亞威或亞呼威。
但在古典時代晚期，在閃米特語與用希臘字母（拼寫）的文獻中，已經存在將四字神名“拼寫”為耶和華（Jehovah）的例子。在馬所拉文本中，希伯來語：出現了 6,518次，而希伯來語：（Jehovih）出現了305次。顯示拼為耶和華（Jehovah）的發音法，時間早於中古世紀，可能也不是源自於歐洲，而是源自希伯來傳統官方（後為羅馬大帝國“信為國教”）當時官方語，希臘拉丁語。在13世紀時出現的拉丁文譯本，拼寫成Jehovah，已經是通行的作法。

## 來源
耶和華是這位神啟示給人他的獨特的名字，這件事情記載在聖經《出埃及記》，當時以色列人在埃及做奴隸，神呼召摩西，讓他帶領以色列人出埃及。
摩西對神說：“看哪，我到以色列人那裏，對他們說：‘你們祖宗的神差派我到你們這裏來。’他們若對我說：‘他叫甚麼名字？’我要對他們說甚麼呢？”神對摩西說：“我是自有永有的”；又說：“你要對以色列人這樣說：‘那自有永有的差派我到你們這裏來。’”神又對摩西說：“你要對以色列人這樣說：我是自有永有的神(譯:耶和華)－你們祖宗的神，就是亞伯拉罕的神，以撒的神，雅各的神差派我到你們這裏來。’這是我的名，直到永遠；這也是我的稱號，直到萬代。
《出埃及記》第3章第13-15节（和合本修訂版）注：和合本將“這是我的名，直到永遠”翻譯為“耶和華是我的名，直到永遠”，原文此處無“耶和華”，和合本修訂版在這個細節上更精準。
耶和華這個名字跟文中提到的“自有永有”在字根上有密切的聯繫，可以說就是自有永有的意思，就是神是自己存在，不依靠任何別的存在而存在，他是永恆的存在，他不是被造。

## 原文引證與分析
摩西對神說：「請看，我到以色列人那裏，對他們說：『你們祖宗的神打發我到你們這裏來。』他們若問我說：『他叫什麼名字？』我要對他們說什麼呢？」
神對摩西說：「我是自有永有的」；又說：「你要對以色列人這樣說：『那自有的打發我到你們這裏來』」。神又對摩西說：「你要對以色列人這樣說：『YHWH（現失去了正確音）─你們祖宗的神，就是亞伯拉罕的神，以撒的神，雅各的神，打發我到你們這裡來。』YHWH （現失去了正確音）是我的名，直到永遠；這也是我的紀念，直到世世代代。
上帝要摩西對以色列人這樣說，"ehyah" （Hayah的詞根，被認為是YHVH或YHWH的第一人稱衍生形式，意為I AM/我是/我存/那自有者）打發摩西到以色列人這裏來。
這裡的“我是”和“自有永有的”其實是一個詞：“是”的第一人稱形式。希伯來文的“是”意義很豐富，有“存在”的意思，比如創世記1：3，“神說：‘要有光’，就有了光”（和合本神版），這裡面的“有”就是這個字。可以直譯為：“神說，‘存在光’，就存在光”。“我是”就是“我存在”，這個存在是一個現在持續式，意思是神是持續的永恆的存在。中文（和合本）意譯為“自有永有的”。
《本森聖經註釋》這樣說：
神名字說明了他是在他自己裡面存在，“我是那自有永有的”，《七十士譯本》譯為“我是那存在的”，就是說，我是那個實質的、獨立的、不變的、必要的存在，祂現在是，以前是，將來也是。這裡面，他是自己存在，他是屬於他自己的存在，不依靠於其他任何東西，而作為自己存在，他必然是自己充分的，因此是完全充分的，是一切存在和祝福的不竭的源泉，第二，他是永恆和不變的，昨日、今日、到永遠，都是一樣，因為這句話是用了現在持續式，可以理解為(因為聖經後來有解說)，我將來是我現在是的，我現在是我將來是的，我將來是我將來是的。而其他的存在，以前是的可能是不一樣的，現在是的不一定是以前是的，將來是的可能跟現在是的很不一樣。而神是一切存在和完美的源泉，萬物靠他而存在，在他裡面我們生存、動作、存在。
我們再將這個“我是”/“自有永有的”與“耶和華”的希伯來文比較，其實耶和華與“我是”都是“是”的一個變形，這是一個特殊的變形。耶和華是公認合成字。由YHWH加上阿多乃 母音的字，把現代中不能讀變為能讀。

## 漢語音譯

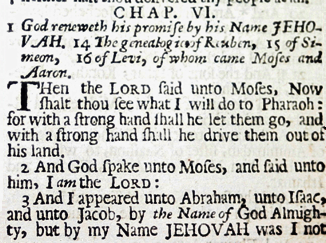
不是1611KJV 的 出埃及記6章3節显示耶和華的名字，1671年钦定圣经

結36:21	我卻顧惜我的聖名，就是以色列家在所到的異教民中所褻瀆的。
現今在常用的中文聖經譯本，神的名字有譯作耶和華、耶威或雅威。天主教會最常用的聖經譯本多接納和採用雅威為神的名字；新教則採用耶和華為神的名字。1850年南京太平天国天王洪秀全称耶火华，且于洪梦境裏穿黑袍留长鬚出现，并赐一宝剑给洪，要洪在人世裏斩妖除魔。
自開始翻譯《聖經》以來，翻譯JHWH與否和譯音等問題都曾在聖經翻譯界中引起爭議。(猶太人使用阿多乃。)現普遍聖經譯本只在希伯來語的部分（即《聖經·旧约》）採用神的名字，在希臘語部分（即《聖經·新约》）卻用主字或其他頭銜代替JHWH。某些聖經譯本則完全在譯文以神、天主、上帝、上主或永恆主等頭銜代替JHWH。景教譯為阿羅訶（古敘利亞語： ʾalāhā），與阿拉伯語同源。在《大秦景教宣元至本經》中又稱為「玄化匠帝」、「無覺空皇」。當引用希伯来語部分的经文時如「我是你們的上主耶和華」（和合本）時，新的譯本多會採用類似「我是你們的上主─萬軍的統帥」（如《現代中文譯本》）的句子翻譯JHWH。《出埃及記》第3章第15节参中，神向祂的百姓啟示祂自己的聖名：“這是我的名，直到永遠；這也是我的稱號，直到萬代。”也有少数譯本在希臘語部分（即《聖經·新约》）引用希伯來語的部分（即《聖經·旧约》）時，將原經文作一致性翻譯。例如，新世界譯本便採用此方式翻譯，故在聖經新約亦可見到神的名字耶和華超過200次。
在新教的現代中文聖經譯本中，「耶和華」依然是常見的譯法，但在天主教會的《思高聖經》中則音譯為「雅威」。天主教會及部分現代基督教譯本，經常將「LORD」翻譯為「上主」，而將「God」翻譯為「天主」，兩者詞源和意涵不同。歷代的不同聖經譯本和神學著作皆試圖還原YHWH的發音和含義。
在中文天主教傳統中，為了延續猶太人對神名的尊重，使用「上主」來替代YHWH。而在學術研究及《新世界譯本》等譯本中，有些譯者選擇使用「雅威」，並強調此發音更接近於學術界的共識，但在大多數的崇拜和禮儀中依然傾向於使用「上主」或「主」來表示對神的敬意。根據天主教會的指導方針（見《梵蒂岡聖座崇拜與聖事部》於2008年的指示），在禮儀和音樂中應避免使用「Yahweh」這個發音，以尊重猶太傳統並保持禮儀上的莊重。因此，對於「耶和華」或「雅威」這些譯名，天主教和東正教通常較少使用，並更傾向以「上主」稱呼神名。